# Verdelingsgetal
In sommige talen zoals Latijn of Turks komen bijzondere telwoorden voor,  de verdelingsgetallen die aangeven dat een bepaald aantal aan elk van de genoemde partijen toegekend wordt. In het Turks bijvoorbeeld is er naast het telwoord "iki" (twee) een verdelingsgetal "ikişer" (telkens twee, twee elk):
- Çocuklara iki elma verdi.
  - Hij gaf de kinderen twee appels. (= in totaal 2 appels voor alle kinderen samen)

- Çocuklara ikişer elma verdi.
  - Hij gaf de kinderen twee appels elk. (= elk kind krijgt 2 appels)

Er zijn ook verdelingsgetallen in het Latijn, bijvoorbeeld naast "duo" (twee) een verdelingsgetal "bini" 
- Pueris mala duo dedit.
  - Hij gaf de kinderen twee appels.

- Pueris mala bina dedit.
  - Hij gaf de kinderen elk/telkens twee appels.

De vertaling met "telkens" is degene die in alle Latijnse woordenboeken wordt gehanteerd.